# Yernes y Tameza
Yernes y Tameza là một đô thị trong cộng đồng tự trị của Công quốc Asturias, Tây Ban Nha.